# Schlacht am Kopratas
Erster Diadochenkrieg (321–320 v. Chr.):
Hellespont
Zwischenzeit (320–319 v. Chr.):
Orkynia – Kretopolis – Nora
Zweiter Diadochenkrieg (319–316 v. Chr.):
Megalopolis – Byzantion – Kopratas – Paraitakene – Gabiene
Dritter Diadochenkrieg (315–311 v. Chr.):
Tyros – Gaza
Babylonischer Krieg (311–309 v. Chr.)
Vierter Diadochenkrieg (309–301 v. Chr.):
Salamis – Rhodos – Ipsos
Fünfter Diadochenkrieg (288–286 v. Chr.)
Sechster Diadochenkrieg (282–281 v. Chr.):
Kurupedion
Die Schlacht am Kopratas war ein militärischer Zusammenstoß im heutigen Iran in der Nähe von Susa. Sie fand im Sommer (Juni/Juli) des Jahres 316 v. Chr. statt.
Als Konfrontation im zweiten Diadochenkrieg gehört die Schlacht zu den historischen Ereignissen im Zeitalter der Diadochen, welches auf den Tod Alexanders des Großen 323 v. Chr. gefolgt war. Der Heerführer Eumenes konnte einen militärischen Sieg gegen seinen ärgsten Rivalen Antigonos Monophthalmos verzeichnen, ihn aber nicht zu seinem Vorteil nutzen.

## Hintergrund
Seit dem Tod Alexanders im Jahr 323 v. Chr. befanden sich dessen Generäle, „Nachfolger“ (Diadochen) genannt, in einem unablässigen Kampf um die Vorherrschaft in dessen Weltreich. Seit 319 v. Chr. führten sie den zweiten Diadochenkrieg, indem die Koalition zwischen Kassander und Antigonos Monophthalmos gegen die des Reichsregenten Polyperchon mit dem Verteidiger des Königtums Eumenes stand. Während Kassander und Polyperchon in Europa kämpften, rangen Antigonos und Eumenes auf asiatischem Boden um die Macht. Dabei verfolgte Antigonos seinen Gegner durch die Länder Kleinasiens, Syriens, Palästinas und des Zweistromlandes bis nach Zentralpersien hinein, dem heutigen Iran.
Nachdem Eumenes gezwungen war, Phoinikien (heutiges Libanon) ostwärts marschierend zu verlassen, erreichte er im Winter 317 v. Chr. Mesopotamien, wo er von dem lokalen Satrapen Amphimachos aufgenommen wurde. Er versuchte vergeblich die Satrapen von Babylonien und Medien, Seleukos und Peithon, für sich zu gewinnen, die sich allerdings Antigonos anschlossen. Euphrat und Tigris überquerend, zog Eumenes im Frühjahr 316 v. Chr. nach Susa weiter, wo er auf die Koalition der Satrapen der „oberen Provinzen“ (Persien und Zentralasien) traf. Diese waren bereits gegen den Satrapen von Medien, Peithon, verbündet und, weil dieser sich mit Antigonos verbündet hatte, schlossen sie sich nun Eumenes an.

## Die Schlacht
Kurz darauf überschritt auch Antigonos den Tigris und marschierte auf Susa zu. Eumenes belegte die Burg der Stadt mit einer starken Garnison, zog mit seinem Heer aber weiter und überquerte auf einer Pontonbrücke den Pasitigris (heute Karun), einen Nebenfluss des Tigris, ein Tagesmarsch von Susa entfernt, an dessen östlichem Ufer er sein Heer positionierte. Antigonos hielt sich nicht mit der Belagerung von Susa auf, die er dem Seleukos anvertraute, sondern nahm mit seinem Heer die Verfolgung des Eumenes auf. In der Zeit, in welcher der „Stern des Hundes“ (Sirius) am Firmament aufging (Ende Juni bis Anfang Juli 316 v. Chr.), erreichte er den Kopratas-Fluss (giech: Κοπράτας, heute Dez), einen Seitenarm des Pasitigris, achtzig Stadien vom Lager des Eumenes entfernt. Auf Booten ließ er eine Vorausabteilung seines Heeres übersetzen, die am anderen Ufer einen Palisadenwall errichten sollte, zur Absicherung für die Übersetzung des restlichen Heeres. Eumenes wurde hierüber von seinen Spähern unterrichtet, worauf er mit 4000 Infanteristen und 1300 Kavalleristen erneut über den Pasitigris setzte und an den Kopratas zog. Das diesseitige Ufer hatten dort inzwischen 3000 gerüstete und 6000 ungerüstete Infanteristen sowie 400 Kavalleristen des Antigonos erreicht.
Kaum hatte er den Kopratas erreicht, ließ Eumenes seine Truppen gegen die noch ungeordneten und überraschten Krieger des Gegners anrennen. In einem kurzen Kampf wurden die Männer des Antigonos in den Fluss zurückgetrieben, wobei viele der gerüsteten Männer ertranken. Antigonos selbst konnte nichts anderes tun, als von seinem Ufer aus das Geschehen zu beobachten, aber nicht eingreifen. Neben einer hohen Anzahl an Gefallenen verlor er über 4000 Mann in die Gefangenschaft des Eumenes.

## Folgen
Die Niederlage am Kopratas nötigte Antigonos einstweilen zu einem Abbruch seiner Offensive gegen Eumenes. Er nahm den Marsch nach Ekbatana auf, wo er seinem Heer Erholung verschaffen wollte. Allerdings gestaltete sich der Marsch über die hohen Gebirgspässe als verlustreich, da ihm das Wetter und Überfälle lokaler Bergstämme zusetzten.
Aber auch Eumenes konnte seinen Sieg nicht zu seinem Vorteil nutzen. Durch den Rückzug des Antigonos hatte sich ihm ein Weg zurück nach Kleinasien geebnet, von wo aus er seinen Verbündeten Polyperchon in Europa zur Unterstützung gegen Kassander hätte erreichen können. Die mit ihm verbündeten Satrapen der oberen Provinzen wollten ihm nicht mit ihren Truppen folgen, da sie sonst ihre Provinzen dem Antigonos entblößt hätten. Um die innere Geschlossenheit zu wahren, sah sich Eumenes gezwungen, von einem Marsch in den Westen abzusehen und zog stattdessen mit seinem Heer nach Persepolis, um sich dort auf die nächste Konfrontation mit Antigonos vorzubereiten.
Es folgten im Herbst und im Winter 316 v. Chr. die Schlachten von Paraitakene und Gabiene, die beide zwar mit einem Unentschieden endeten, aber Eumenes durch Verrat schließlich das Leben kosteten.